# Mamoru Nagano
Mamoru Nagano (永野 護, Nagano Mamoru, Maizuru, 21 de janeiro de 1960) é um autor japonês de manga, animador, e desenhador de mecha. 

## Biografia
Nascido em Maizuru, na prefeitura de Quioto, contribuiu nas obras de Rick Dias e Hyaku Shiki.
Nagano estreou-se como profissional em 1984, tendo trabalhado com Yoshiyuki Tomino na série televisiva Jūsenki "Heavy Metal" L-Gaim (重戦機（ヘビーメタル）エルガイム, Jūsenki (Hebī Metaru) Erugaimu). A sua primeira obra, Fool for the City, foi publicada em 1985, e em 1986 Mamoru publicou a obra Five Star Monogatari (ファイブスター物語, Faibu Sutā Monogatari). Nagano fundou a editora Toys Press, Inc. para publicar diversas obras. Nagano também desenhou vários livros de artes de Minako Aino em Sailor Moon para cosplay.
É casado com a dobradora Maria Kawamura. Ao lado de Kunihiko Ikuhara, é coautor e ilustrador da obra Schell Bullet. Realizou o filme Gothicmade (ゴティックメード-花の詩女-), com o estúdio Automatic Flowers.

## Obras

### Mangas

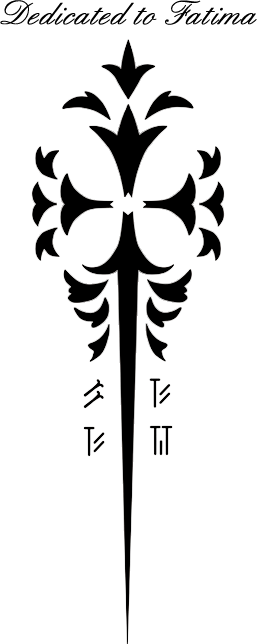
Logótipo da série Five Star Monogatari.

- Fool For the City - história e arte
- Five Star Monogatari (ファイブスター物語, Faibu Sutā Monogatari) – história e arte

### Animés
- All That Gundam – desenho mecânico
- Brain Powerd (ブレンパワード, Buren Pawādo) – desenho de mecha
- Delpower X Bakuhatsu Miracle Genki! (デルパワーX爆発みらくる元気!) – desenho de personagens
- Five Star Monogatari – manga original
- Gundam Evolve (ガンダムEVOLVE, Gandamu Iborubu) – desenho mecânico
- Gothicmade (ゴティックメード-花の詩女-) – realização, guião, esboço sequencial, criação original, desenho de personagens, quadro-chave, projeto gráfico, fotografia
- Jūsenki "Heavy Metal" L-Gaim (重戦機（ヘビーメタル）エルガイム, Jūsenki (Hebī Metaru) Erugaimu) – desenho de personagens
- Mobile Suit Zeta Gundam (機動戦士Ζガンダム, Kidō Senshi Zēta Gandamu) – desenho

### Jogos eletrónicos
- Tekken 3 – figurino 3P de Anna Williams
- Tekken Tag Tournament – figurino 3P de Anna Williams
- Tekken 5 – figurino adicional de Anna Williams
- Tekken 6 – figurinos 3P de Anna Williams e Asuka Kazama